# مارجوت شاينر
مارجوت شاينر (بالعبرية: מרגוט שיינר‏)(1923 - 1998)، كانت طبيبة بريطانية ألمانية مُتخصصة في طب الجهاز الهضمي وباحثة طبيّة عملت في كل من بريطانيا وإسرائيل. ونتيجة لتطويرها تقنية جديدة لفحص الأمعاء الدقيقة لدى الأطفال، نُسب إليها الفضل في إطلاق التخصصات الفرعيّة في طب الجهاز الهضمي عند الأطفال.

## حياتها المبكرة
ولدت مارجوت في الرابع من يونيو _حزيران_ عام (1923) لعائلة يهوديّة في برلين، حيثُ كان يعمل والدها في تجارة النسيج. وفي عام (1936) فرت أسرتها من ألمانيا النازية إلى براغ واستقرت في لندن عام (1938) ثم التحقت بمدرسة البرلمان الثانويّة «هيل» وحصلت بعد ذلك على شهادة الطب من جامعة ليدز عام (1947). تزوجت مارجوت من أليكس شاينر وأنجبا ثلاثة أبناء.

## حياتها المهنيًة
بعد تأهُل شاينر كطبيبة عادت إلى لندن لتعمل كمقيم دوري، حصلت بعد ذلك على دبلوم في صحة الطفل لتنتقل بعدها إلى مستشفى شارع أورموند العظيم. لكنها كانت تتطلع للعمل في مجال الأبحاث بدلًا من الرعاية السريريّة ومن حسن الحظ، حصلت على فرصة للدراسة في كلية الطب الملكيّة للدراسات العليا في مستشفى هامرسميث حيثُ بدأت أبحاثها في طب أمراض الجهاز الهضمي للأطفال.
```
في علم (1957)التحقت شاينر بوحدة أبحاث الجهاز الهضمي MRC التابعة لمستشفى ميدلسكس المركزي تحت إشراف فرانسيس جونز، لتصبح بعدها طبيبة استشارية في الجهاز الهضمي وذلك في عام (1971). وعندما أغلقت وحدة الأبحاث التي كانت تعمل بها انتقلت شاينر إلى وحدة أبحاث بمستشفى نورثويك بارك. سافرت شاينر بعد ذلك في عام (1983) إلى إسرائيل لتُأسس قسم أمراض الجهاز الهضمي للأطفال في مركز عسّاف الطبي وهي مستشفى تعليميّة مُلحقة بكلية الطب بجامعة تل أبيب لتُصبح أستاذًا بدرجة فخرية في عام (1991).
[
2
]
```

وفي عام 1965، صممت شاينر أنبوبًا يُمكن استخدامه لأخذ خُزعة من الأمعاء الدقيقة للأطفال لفحصها وبالتالي سيفتح الباب أمام الأطباء لتشخيص الأمراض البطنيّة ومرض تضخم العقد الليمفاوية العُقديّة في مرحلة الطفولة مما يُسهل عليهم علاجها، ونُشرت التفاصيل المُتعلقة بتلك التقنية الخاصة بها في مجلة لانسيت.
في عام (1963)، ابتكرت أيضًا انبوبًا معقمًا يًمكن استخدامه لأخذ عينات بكتيرية غير ملوثة من تجويف الأمعاء، هذا سمح لعلماء الأحياء المجهريّة بدراسة مفصلة أكثر للأمعاء الدقيقة مما كان في السابق.
وخلال مسيرتها المهنيّة ألّفت شاينر 80 مقالة أصليّة و14 فصلًأ في كتب مختلفة، وفي عام (1983) ألّفت كتابً بعنوان «البنية المستدقّة للغشاء المخاطي المعوي الصغير»

## وفاتها وإرثها
تُوفت شاينر في 31 من يوليو –تموز- 1998 في مدينة القدس بأحد سرطانات الدم non-Hodgkin’s lymphoma.
يعترف جون سميث أنَّ استخدام شاينر الرائد لأنابيب الخُزعة المُستخدمة في تشخيص الأمراض البطنيّة لدى الأطفال كان له الفضل إطلاق هذا القسم كتخصص فرعي متميز في الطب. قال سميث عن إسلوب شاينر في استخدام تلك التقنية: «لقد أتاح لنا حقبة جديدة تمامًا لفهم اضطرابات الأمعاء الدقيقة لدى الأطفال» وأصبح أنبوب الخُزعة الخاص بها الآن يُعرف بأنبوب خُزعة شاينر المخاطي.